# Siniša Školneković
Siniša Školneković (* 18. Januar 1968 in Varaždin) ist ein ehemaliger kroatischer Wasserballspieler. Er gewann mit der kroatischen Nationalmannschaft eine olympische Silbermedaille und eine Silbermedaille bei Europameisterschaften.

## Sportliche Karriere
Der 1,94 Meter große Siniša Školneković spielte als Torwart bei VK POŠK Split, HAVK Mladost Zagreb, VK Jadran Split und bei Telimar Palermo. Mit Mladost gewann er mehrere kroatische Meistertitel.
Sein erstes großes Turnier mit der Nationalmannschaft bestritt Školneković bei den Mittelmeerspielen 1993 in Frankreich, als die Kroaten Zweite hinter den Italienern wurden. Im Jahr darauf bei der Weltmeisterschaft 1994 in Rom erreichten die Spanier und die Kroaten aus der Zwischenrunde die Finalrunde und trafen dort auf die beiden ersten aus der anderen Zwischenrundengruppe. Die Kroaten unterlagen im Halbfinale den Italienern. Im Spiel um den dritten Platz siegte die russische Mannschaft nach der zweiten Verlängerung mit 14:13. Siniša Školneković bildete ein Torhütergespann mit Renco Posinković. Im Jahr darauf bei der Europameisterschaft in Wien wurde die kroatische Mannschaft in der Vorrunde Zweiter hinter den Ungarn. In der Zwischenrunde gewannen die Kroaten ein Match und spielten zweimal Unentschieden. Damit wurden sie Gruppenzweite hinter den Italienern. Nach einer Halbfinalniederlage gegen die Ungarn verloren die Kroaten das Spiel um Bronze mit 10:11 gegen die Deutschen. Zweiter Torhüter hinter Siniša Školneković war Maro Balić. Im Jahr darauf bei den Olympischen Spielen 1996 in Atlanta erreichten die Kroaten in ihrer Vorrundengruppe den dritten Platz. Im Viertelfinale trafen die Kroaten auf die jugoslawische Mannschaft, eigentlich die Mannschaft von Serbien und Montenegro. Nach ihrem 8:6-Sieg bezwangen die Kroaten im Halbfinale die Italiener mit 7:6. Im Finale gewannen dann die Spanier mit 7:5. Siniša Školneković spielte jedes Spiel durch, Maro Balić kam nicht zum Einsatz.
Bei der Weltmeisterschaft 1998 in Perth belegten die Kroaten den neunten Platz. Im Jahr darauf erreichten die Kroaten bei der Europameisterschaft in Florenz mit einem Viertelfinalsieg über die Mannschaft aus Rest-Jugoslawien das Halbfinale und bezwangen dort die Griechen. Im Endspiel unterlagen sie den Ungarn mit 12:15. Bei den Olympischen Spielen 2000 in Sydney bildeten Siniša Školneković und Frano Vićan das Torhütergespann, Školneković spielte in fünf Spielen im Tor, Vićan in drei Spielen. Im Viertelfinale beim 8:9 gegen Spanien spielte Školneković durch. Die Kroaten belegten am Ende den siebten Rang.